# فرانك جونز (مدير فني)
فرانك جونز (بالإنجليزية: Frank Jones)‏ هو مدير فني أمريكي، ولد في 1924 في تيفتون في الولايات المتحدة، وتوفي في 24 يوليو 2009 في ريتشموند في الولايات المتحدة.